# Robert van Eenaeme
Robert van Eenaeme (Wondelgem, Gante, 27 de agosto de 1916 - Marche-en-Famenne, 8 de marzo de 1959) fue un ciclista belga que fue profesional entre 1939 y 1950. Durante estos años consiguió 22 victorias, destacando tres ediciones de la Gante-Wevelgem.

## Palmarés
- 1936
  - 1º en la Gante-Wevelgem
- 1937
  - 1º en la Gante-Wevelgem
- 1939
  - 1º en Ninove
- 1940
  - 1º en Stekene
- 1941
  - 1º en Adegem
  - 1º en Sint-Niklaas
- 1942
  - 1º en el Campeonato de Flandes
  - 1º en el Circuito de Bélgica y vencedor de una etapa
  - 1º en el Critérium de Zingem
- 1943
  - 1º en Kruishoutem
  - 1º en las tres Villas Germanas
  - 1º en Acht van Brasschaat
  - 1º en Maldegem
  - 1º en Sint-Niklaas
  - 1º en el Critérium de Gante
- 1944
  - 1º en Zomergem
  - 1º en Rumbeke-Beitem
- 1945
  - 1º en la Gante-Wevelgem
  - 1º en Zomergem
  - 1º en Oedelem
- 1946
  - 1º en Ename